# Taraxacum adamii
Taraxacum adamii é uma espécie de planta com flor pertencente à família Asteraceae. 
A autoridade científica da espécie é Claire, tendo sido publicada em Bulletin Société Botanique de Rochelaise 12: 49. 1891.
Os seus nomes comuns são dente-de-leão, o-teu-pai-é-careca ou taráxaco.

## Portugal
Trata-se de uma espécie presente no território português, nomeadamente em Portugal Continental e no Arquipélago da Madeira.
Em termos de naturalidade é nativa das duas regiões atrás indicadas.

## Protecção
Não se encontra protegida por legislação portuguesa ou da Comunidade Europeia.